# Paduniella ranongensis
Paduniella ranongensis är en nattsländeart som beskrevs av Malicky och Chantaramongkol 1993. Paduniella ranongensis ingår i släktet Paduniella och familjen tunnelnattsländor. Inga underarter finns listade i Catalogue of Life.